# Ani-Anti

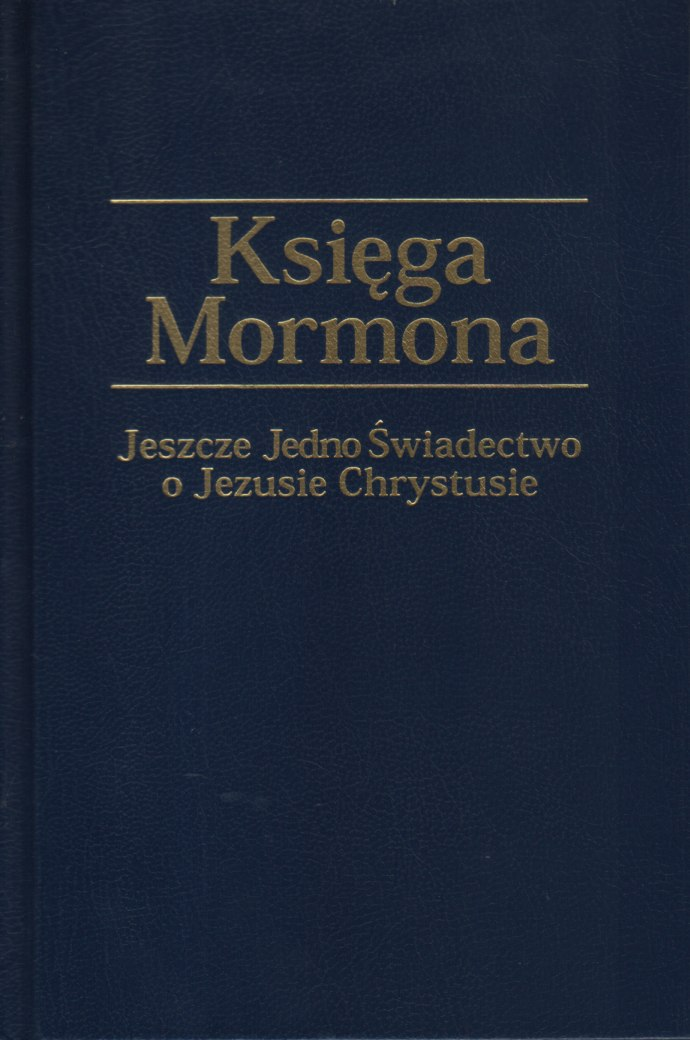
Księga Mormona, jedno z mormońskich pism świętych i jednocześnie źródło wzmianki o Ani-Anti

Ani-Anti (deseret 𐐈𐐤𐐌-𐐈𐐤𐐓𐐌) – w wierzeniach ruchu świętych w dniach ostatnich (mormonów) jedna z lamanickich wiosek. Informacje na jej temat zawiera Księga Almy, jedna z części składowych Księgi Mormona. Położona nieopodal Jerozolimy oraz ziemi mormońskiej. Znana przede wszystkim z bezowocnej działalności misyjnej podejmowanej w niej przez Aarona, Ammaha, Mulokiego w I wieku p.n.e. Jest obiektem spekulacji mormońskich teologów, przewija się też w publikacjach krytycznych wobec tej tradycji religijnej.

## Wymowa nazwy
Wymowa nazwy tej wioski wzbudzała pewne zainteresowanie mormońskich badaczy. Została ona zresztą ujęta w przewodniku po wymowie, dołączanym do każdego egzemplarza anglojęzycznej wersji Księgi Mormona od 1981. Źródła wskazują generalnie niemniej na znaczną różnicę między wymową preferowaną i powszechną współcześnie, a tą z wczesnego okresu kolonizacji terytorium, jeżeli chodzi o wiele nazw i imion z Księgi Mormona. Nie ma takiej różnicy wszelako w przypadku Ani-Anti. Pierwotna wymowa, zwłaszcza ta stosowana przez Josepha Smitha, ma pewne znaczenie w badaniach nazw własnych występujących w Księdze Mormona, choć, na gruncie mormońskiej teologii, nie jest w nich czynnikiem decydującym. Do ustalenia wymowy używanej przez Smitha wykorzystuje się między innymi wydanie Księgi Mormona w alfabecie deseret z 1869.
Istnieją wszelako relacje ludzi posługujących w procesie nazywanym przez świętych w dniach ostatnich tłumaczeniem Księgi Mormona, które rzucają światło na to, jak Smith pierwotnie radził sobie z nieznanymi słowami. Hugh Nibley, powołując się na relacje skrybów Smitha, stwierdził, że nigdy nie wymawiał on takich słów, zawsze poprzestając na ich przeliterowaniu. Ściśle na gruncie mormońskiej teologii nie próbuje się dociekać pierwotnej wymowy tegoż słowa, podobnie jak nie prowadzi się takowych rozważań wobec słów i nazw nefickich czy lamanickich.
Również na gruncie mormońskiej teologii zauważa się inherentną problematyczność wymowy nazw i imion przynależnych do tej mormońskiej świętej księgi. Ma to wynikać z tego, że żadne z nich nie zostało przekazane Josephowi Smithowi ustnie, z wyjątkiem może imienia Moroniego, który wszak przedstawił się Smithowi w wizji. Z doktrynalnego punktu widzenia sposób, w jaki bohaterowie Księgi Mormona wypowiadali te słowa, pozostał nieznany pierwszemu mormońskiemu przywódcy.

## W Księdze Mormona
Na kartach Księgi Mormona pojawia się wyłącznie w jedenastym wersecie dwudziestego pierwszego rozdziału Księgi Almy, w kontekście bezowocnej działalności misyjnej podejmowanej w niej przez Aarona, Ammaha, Mulokiego i kilku innych. Z zapisu zawartego we wspomnianym dwudziestym pierwszym rozdziale można wyłuskać pewne informacje dotyczące umiejscowienia tej osady w wewnętrznej geografii mormońskiej świętej księgi. Miała mianowicie leżeć nieopodal Jerozolimy, położonej z kolei nieopodal ziemi mormońskiej.
O misji w tym miejscu – poza już wspomnianymi informacjami – niewiele można powiedzieć. Komentatorzy wskazują, iż brało w niej udział przynajmniej dwóch braci Ammaha. Zauważają także kiepskie relacje między misjonarzami a mieszkańcami tej wioski. Wiadomo też, że po jej opuszczeniu Aaron wraz z towarzyszami udali się do ziemi middonickiej (87 p.n.e.).

## W mormońskiej teologii oraz w badaniach nad Księgą Mormona
Istnienie Ani-Anti nie znalazło potwierdzenia w źródłach zewnętrznych. Językoznawcy związani z Kościołem Jezusa Chrystusa Świętych w Dniach Ostatnich rozważali etymologię nazwy tego miasta. Wywodzili ją częściowo z języka egipskiego. Przez badaczy niezwiązanych z mormonizmem Ani-Anti jest uznawane za jeden z punktów wyjścia do wszechstronnej krytyki tej tradycji religijnej. Wysuwa się w tym kontekście przypuszczenie, jakoby Ani-Anti miało wywodzić się w istocie od Antioch, zatem miejscowości w geograficznych ramach, z którymi Joseph Smith, twórca ruchu świętych w dniach ostatnich, musiał być zaznajomiony. Zarzut ten jest jednakże odrzucany przez mormońską apologetykę, która powołuje się przy tym na fakt, że wieś Antioch w stanie Ohio została założona dopiero w 1837, natomiast Antioch w Wirginii Zachodniej otrzymała obecną nazwę w 1880, w obu zatem przypadkach już po opublikowaniu Księgi Mormona (1830).
Pochylano się także nad funkcją przynależącego do nazwy tej wioski morfemu anti. Zauważono, że na kartach Księgi Mormona pełni on zazwyczaj specyficzną rolę, odbiegającą od pierwotnej, mającej wykazywać przeciwstawienie czemuś.